# Grimoaldo II di Benevento
Grimoaldo II (Benevento, ... – 689) è stato un nobile longobardo, duca di Benevento dal 687 al 689.
Figlio di Romualdo I e di Theodorada, apparteneva alla stirpe dei Gausi. Resse il ducato di Benevento per pochi anni. Succeduto al padre, sposò Vigilinda figlia del re Pertarito e sorella di Cuniperto. Alla sua morte gli successe il fratello Gisulfo.

### Fonti primarie
- Paolo Diacono, Historia Langobardorum, in  Georg Waitz (a cura di), Scriptores rerum Langobardicarum et Italicarum saec. VI–IX, in Monumenta Germaniae Historica, Hannover, 1878,  pp. 12–219. Trad. it.: Storia dei Longobardi, cura e commento di Lidia Capo, Milano, Lorenzo Valla/Mondadori, 1992. ISBN 88-04-33010-4